# リトル・ヴォイス
『リトル・ヴォイス』（Little Voice）は、1998年制作のイギリス映画。1992年にロンドンのロイヤル・ナショナル・シアターでサム・メンデスの演出により初演されたミュージカル『The Rise and Fall of Little Voice』を映画化した作品。

## キャスト
| 役名           | 俳優                   | 日本語吹替 |
| -------------- | ---------------------- | ---------- |
| LV（ローラ）   | ジェーン・ホロックス   | 松本梨香   |
| ビリー         | ユアン・マクレガー     | 森川智之   |
| マリー・ホフ   | ブレンダ・ブレッシン   | 小宮和枝   |
| レイ・セイ     | マイケル・ケイン       | 有川博     |
| ミスター・ブー | ジム・ブロードベント   | 池田勝     |
| ジョージ       | フィリップ・ジャクソン | 山野史人   |

## ストーリー
イギリス、ノース・ヨークシャー州のスカーバラ、シャイなローラは、優しかった父親の亡き後、ほとんど口を利かなくなり、毎日部屋にこもって父親が残したレコードを聴いて過ごしていた。口うるさい母親のマリーはそんなローラをLV（リトル・ヴォイス）と呼び、彼女を苦々しく思っていた。ある日、マリーの新しいボーイフレンドのレイ・セイが二人の家を訪れる。レイはプロモーターで、LVがジュディ・ガーランドやシャーリー・バッシーなどをそっくりに歌えることに気づき、なんとか舞台に上げて一儲けしようと計画する。